# Johanneskirche (Linz)

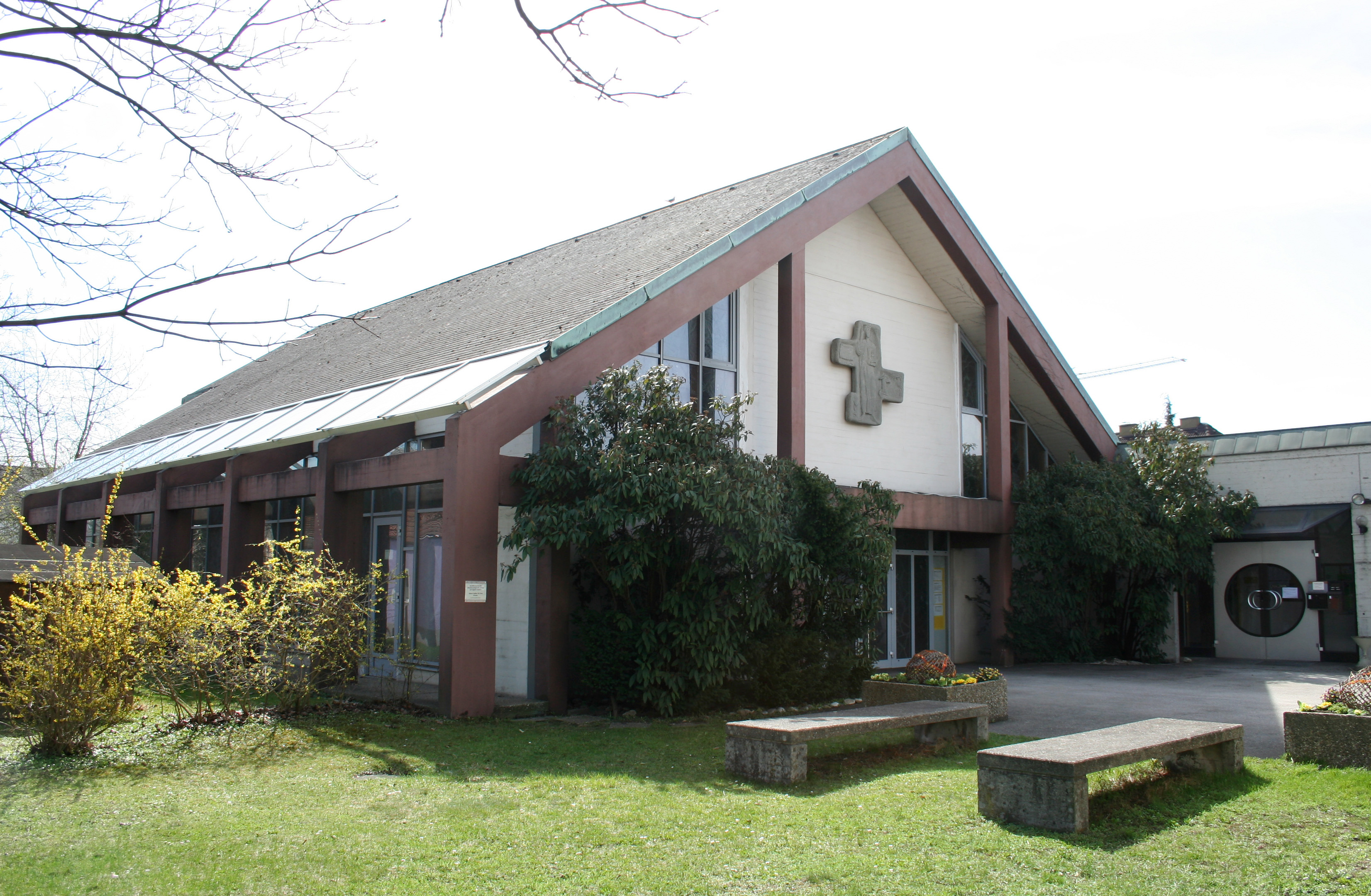
Schiff der Johanneskirche

Die Johanneskirche ist eine evangelische Pfarrkirche im Linzer Stadtteil Neue Heimat. Sie wurde 1965 nach Plänen von Hubert Taferner errichtet. 

## Pfarrgeschichte
Die südlichen Stadtteile von Linz gehörten bis zum Ende des Zweiten Weltkriegs zur Evangelischen Pfarrgemeinde A. B. Linz-Innere Stadt. Mit dem Ende des Krieges wuchs durch den Zustrom von Flüchtlingen, insbesondere Siebenbürger Sachsen, die Zahl der evangelischen Einwohner stark an. Daher wurde im Jahr 1953 die Evangelische Pfarrgemeinde Linz-Süd gegründet, die den Süden von Linz, aber auch Enns bzw. rund 6.000 Menschen umfasste. Für die Gottesdienste stand den Gläubigen der Pfarrei Linz-Süd die Christuskirche zur Verfügung. Unter Pfarrer Adolf Strohriegel (1964–1975) wurde 1971 die Tochtergemeinde Linz-Neue Heimat gegründet. Erster Kurator der Tochtergemeinde war Johann Schöllnberger (1971–1973), seine Nachfolger waren Heinrich Harbauer (1973–1977) und Johann Kress (1977–1978). Am 1. November 1978 wurde die Tochtergemeinde zur selbständigen Pfarrgemeinde Linz-Südwest erhoben. Erster Kurator der neugegründeten Pfarre war Johann Kress (1978–1982), ihm folgten Hans Bukowiecki (1982–1991) und von 1991 bis 1993 erneut Johann Kress nach. Von 1993 bis 2010 war Sigrid Hawa die erste weibliche Kuratorin der Gemeinde, seit 2011 amtiert Jochen Frenzel. Als Pfarrer waren Klaus Schacht (1975–1990) und ab 1991 Wilhelm Todter tätig. Nachdem Todter 2013 die Pfarrgemeinde verlassen hatte und der Pfarrer von Linz-Süd pensioniert wurde, standen die beiden Gemeinden vor neuen Herausforderungen. Zudem lebten zu Beginn des 21. Jahrhunderts nur noch etwas mehr als 1.000 Gläubige im Pfarrgebiet von Linz-Südwest, denen in Linz-Süd ebenfalls nur 1.400 Gläubige gegenüberstanden. Bereits 2012 gab es daher Überlegungen zur Zusammenarbeit beider Pfarreien. Mit September 2013 bildeten die zwei Gemeinden zunächst einen Gemeindeverband, durch den gemeinsame Aktivitäten initiiert wurden. Am 23. Oktober 2014 folgte der Beschluss der beiden Gemeinden in einer gemeinsamen Gemeindevertretungssitzung zur Wiedervereinigung der Pfarrgemeinden Linz-Südwest und Linz-Süd. Die Wiedervereinigung unter dem Namen „Evangelische Pfarrgemeinde A.B. Linz-Süd“ trat am 1. Jänner 2016 in Kraft. Die regulären Gottesdienste werden seit Dezember 2014 nur noch in der Johanneskirche gefeiert.

## Pfarrgebiet
Das Pfarrgebiet reicht im Norden bis zur Westbrücke am Knoten Bindermichl und verläuft im Osten entlang der Mühlkreis-Autobahn nach Süden bis zur Stadtgrenze an der Traun. Im Süden bildet die Traun die Stadtgrenze, im Südwesten folgt sie der Stadtgrenze bis zur Salzburger Straße, danach verläuft sie nach Norden entlang der Haidfeldstraße bis zum „Bauer in Oed“ auf Leondinger Stadtgebiet und danach nach Osten bis zum Schnittpunkt Wegscheider Straße-Stadtgrenze. Danach verläuft die Pfarrgrenze erneut entlang der Stadtgrenze bis zur Westbahn und folgt dieser bis zur Westbrücke.

## Bauwerk
Die 1965 errichtete Anlage besteht aus der Johanneskirche mit anschließendem Pfarrhaus und einem freistehenden Turm. Die Gebäude gruppieren sich um einen Vorplatz und sind gegenüber der Straße leicht zurückgesetzt. Die Pfarrkirche ist ein langgestreckter Stahlbeton-Skelettbau mit Satteldach und im Südosten vortretenden, eingezogenem Rechteckchor. Während die tragenden Teile dunkelbraun gestrichen wurden, erscheinen die Wände in schalreinem Beton. Dem Eingang im Norden setzte der Architekt ein großflächiges rasterartiges System von Stahlbetonträgern vor, dahinter befinden sich alternierend vermauerte und verglaste Flächen. Im Giebelfeld befindet sich eine aus betongegossene Relieffigur, die Christus mit Buch zeigt, der von einem Lamm und einem Buch flankiert wird. Westlich an die Kirche schließt sich das Pfarrhaus an, das über die Länge des Kirchenschiffs hinausreicht. Es handelt sich um ein ebenerdiges, flach gedecktes Stahlbetongebäude, das vom Vorplatz der Kirche im Osten begehbar gemacht wurde. Überragt werden die beiden Gebäude von einem rund 40 Meter hohen Turm aus Stahlbeton, der aus vier Geschoßblöcken besteht und von einem Kreuz bekrönt wird.
Das Innere der Johanneskirche wird durch einen verglasten Windfang betreten, an den sich eine weit in den Raum vorkragende Empore auf zwei Stützen anschließt. Die Wände sind weitgehend in schalreinem Beton verblieben, nur im Westen findet sich eine weiß getünchte Ziegelausfachung zwischen den Stahlbetonstützen. Die östliche Schiffwand ließ der Architekt verglasen, wodurch der Raum eine einheitliche Beleuchtung erhielt. Der Altarraum wurde um drei Stufen erhöht, wobei der Rechteckchor durch farbige Glasfenster akzentuiert wurde. Auffälligstes Ausstattungsmerkmal im Inneren sind überlebensgroße Relieffiguren aus Betonguss von Christus und den Aposteln an der Stirnwand des Chors. Sie wurden von Walter Ritter entworfen.